# منتصلة قليلة
منتصلة قليلة (الاسم العلمي: Achromobacter spanius) هي نوع من البكتيريا، سلبية الغرام، تتبع المنتصلة.